# 聖馬科斯德塔拉蘇區

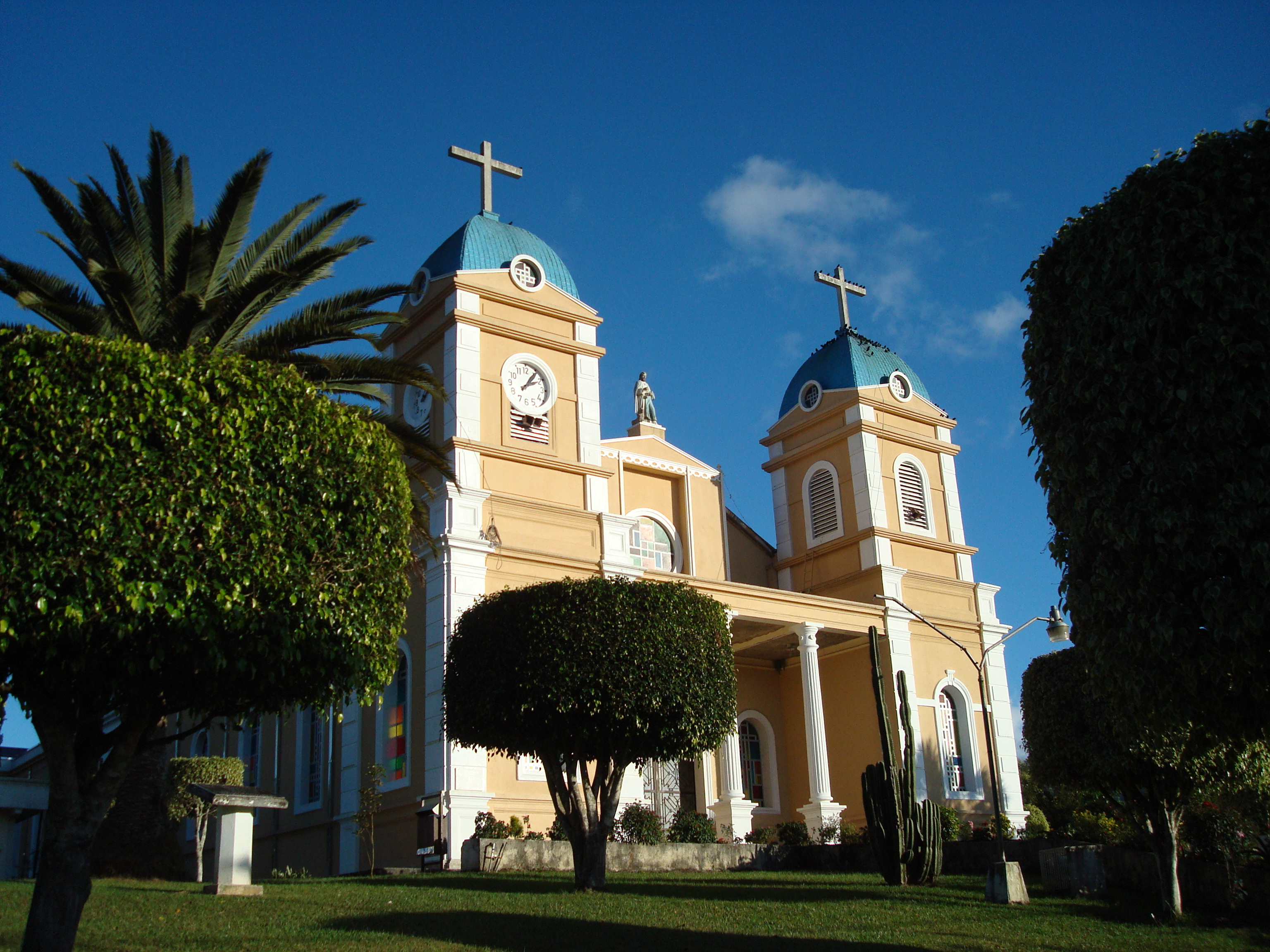

聖馬科斯德塔拉蘇區（西班牙語：San Marcos de Tarrazú），是哥斯達黎加的一個區，位於該國中部聖何塞省，面積42.07平方公里，海拔高度1,429米，2011年人口9,993，人口密度每平方公里237.53人。